# Carmen Nițescu
Carmen Liliana Nițescu (căsătorită Bîrcă, n. 27 octombrie 1977, Râmnicu Vâlcea, Vâlcea, România) este o fostă handbalistă română, fostă componentă a echipei naționale a României, pentru care a jucat în 43 de meciuri și a înscris 60 de goluri. Alături de România, Nițescu a participat la Campionatele Europene din 2000 și 2002, precum și la Campionatul Mondial din 2001.

## Biografie
Născută în Râmnicu Vâlcea, Carmen Nițescu a început să joace handbal la grupele de copii și juniori ale Clubului Sportiv Școlar din localitate, cu profesoara Maria Ciulei. În 1997 a fost împrumutată la Uni Ursus Cluj, la schimb cu Carmen Amariei, care a fost adusă la Vâlcea. Nițescu a rămas la echipa clujeană doar până în intersezon, când a revenit la Oltchim. Cu Oltchim a câștigat trei titluri naționale, trei cupe ale României și a fost remarcată de conducerea Győri Graboplast ETO KC, care a transferat-o în anul 2001. În cei trei ani petrecuți la Győr, handbalista a ajuns de două ori în finala Cupei EHF, în 2002 și 2004. În anul 2002, ea s-a căsătorit cu voleibalistul român Bogdan Corneliu Bîrcă.
În 2004, Nițescu-Bîrcă s-a transferat în Franța, unde a jucat un sezon pentru Handball Metz Métropole și două sezoane pentru ESC Yutz Handball. Cu Metz, ea a câștigat campionatul și Cupa Ligii Franței și a jucat în finala Cupei Franței. 
În 2007, Nițescu-Bîrcă semnat cu HBC Bascharage din Luxemburg, care avea să devină ultima echipă din cariera sa.

## Palmares

### Palmares intern
- Liga Națională:
  -  Câștigătoare: 1998, 1999, 2000
  -  Argint: 2001

- Cupa României:
  -  Câștigătoare: 1998, 1999, 2001

- Nemzeti Bajnokság I:
  -  Argint: 2004
  -  Bronz: 2002, 2003

- Magyar Kupa:
  - Finalistă: 2002, 2004

- Campionatul Franței:
  -  Câștigătoare: 2005

- Cupa Ligii Franței:
  -  Câștigătoare: 2005

- Cupa Franței:
  - Finalistă: 2005

### Palmares internațional
- Cupa Cupelor EHF:
  - Semifinalistă: 2003

- Cupa EHF:
  - Finalistă: 2002, 2004
  - Sfert-finalistă: 2005